# Acetolaktatna dekarboksilaza
Acetolaktatna dekarboksilaza (EC 4.1.1.5, alfa-acetolaktatna dekarboksilaza, (S)-2-hidroksi-2-metil-3-oksobutanoat karboksi-lijaza, (S)-2-hidroksi-2-metil-3-oksobutanoat karboksi-lijaza (formira (R)-2-acetoin), (S)-2-hidroksi-2-metil-3-oksobutanoat karboksi-lijaza (formira (3)-3-hidroksibutan-2-on)) je enzim sa sistematskim imenom (2S)-2-hidroksi-2-metil-3-oksobutanoat karboksi-lijaza (formira (3)-3-hidroksibutan-2-on). Ovaj enzim katalizuje sledeću hemijsku reakciju
(2)-2-hidroksi-2-metil-3-oksobutanoat {\displaystyle \rightleftharpoons } (3R)-3-hidroksibutan-2-on + CO2

## Literatura
- Nicholas C. Price; Lewis Stevens (1999). Fundamentals of Enzymology: The Cell and Molecular Biology of Catalytic Proteins (Third изд.). USA: Oxford University Press. ISBN 019850229X.
- Eric J. Toone (2006). Advances in Enzymology and Related Areas of Molecular Biology, Protein Evolution (Volume 75 изд.). Wiley-Interscience. ISBN 0471205036.
- Branden C; Tooze J. Introduction to Protein Structure. New York, NY: Garland Publishing. ISBN 0-8153-2305-0.
- Irwin H. Segel. Enzyme Kinetics: Behavior and Analysis of Rapid Equilibrium and Steady-State Enzyme Systems (Book 44 изд.). Wiley Classics Library. ISBN 0471303097.

## Spoljašnje veze
- Acetolactate+decarboxylase на 